# 王明方
王明方（1952年11月—2016年9月16日），黑龙江龙江人，中華人民共和國政治人物。第十六届、十七届中共中央候补委员。黑龙江邮电学校市内电话通信专业毕业。

## 生平
1972年6月，在黑龙江邮电学校市内电话通信专业学。1974年8月加入中国共产党。同年11月毕业后参加工作，历任黑龙江邮电学校团委副书记、书记。1976年11月，任黑龙江省邮电管理局工业处副处长。1980年5月，任哈尔滨市市内电话局副局长。1983年6月，任黑龙江省邮电管理局党组成员、政治部主任(副厅级)(1982年7月至1984年6月，在黑龙江省委党校党政管理专业学习)。
1985年4月，任中华人民共和国邮电部政治部宣传部部长(1980年9月至1986年7月，在长春邮电学院函授电信工程专业学习)。1988年12月，任邮电部教育司副司长。1994年1月，任《人民邮电报》社社长、党委书记、总编辑。
1995年9月，任安徽省人民政府省长助理。1997年12月，任中共安徽省委常委、省长助理。1998年2月，任中共安徽省委常委、省委宣传部部长。1999年10月，任中共安徽省委常委、省委秘书长。2002年11月，任中共安徽省委副书记、省委秘书长。2003年5月，任中共安徽省委副书记。2011年1月，任中共安徽省委副书记，安徽省政协主席、党组书记。2011年7月，任安徽省政协主席、党组书记。
2014年3月，中央第五巡视组对天津市进行两个月的巡视，王明方任组长。在巡视反馈11天后，原天津市公安局局长武长顺落马。
2016年9月16日，任内于上海病逝。9月20日上午，王明方遗体送别仪式在合肥举行。